# Le storie di Anna
Le storie di Anna (titolo internazionale Anna's Tales) è una serie televisiva italiana a disegni animati co-prodotta da De Mas & Partners, Rai Fiction, AGoGo Media (prima stagione) e Village Productions (seconda stagione). La prima serie, composta da 26 episodi della durata di 13 minuti ciascuno, è stata prodotta nel 2003, mentre la seconda è stata consegnata a Rai nel 2007 ed è andata in onda a partire dal 28 ottobre 2007. La serie è stata realizzata interamente in tecnica di animazione bidimensionale.
Le storie di Anna è un cartone animato fra i pochi nel suo genere, affrontando il tema della disabilità motoria. L'ambizione di questa serie animata è infatti quella di insegnare ai bambini come anche le maggiori difficoltà si possano superare se le si affronta coraggiosamente.

## Trama
La protagonista è Anna, una bambina costretta su una sedia a rotelle; nonostante questa difficile condizione, è una ragazzina piena di vitalità e di gioia di vivere; quando si riunisce con i suoi amici adora raccontare delle storie, che grazie alle sue doti di narratrice e alla sua fantasia, rendono ogni puntata allegra e piena di magia.
Le storie che racconta Anna sono basate su racconti poco noti che provengono da paesi di tutto il mondo e da culture e tradizioni diverse.

## Personaggi e doppiatori
| Personaggio | Doppiatore          |
| ----------- | ------------------- |
| Anna        | Elisabetta Spinelli |
| Agnese      | Lorella De Luca     |
| Theo        | Silvana Fantini     |
| Zac         | Monica Bonetto      |
| Olga        | Serena Clerici      |
| Aldo        | Cinzia Massironi    |

## Episodi
- Fortuna viene dalla montagna
- Una cosa per tre
- Io stesso
- Feridun e Fortuna
- Re Vento
- La scelta del fidanzato
- L'orfano che divenne sultano
- Santuram e Anturam
- La principessa nel giardino
- Tonia e Tonio
- Le pillole fortificanti
- Il taglialegna e la Ghula
- Buonannulla e il drago
- Cappa di foglie
- Griff
- Il principe con le orecchie di asino
- I due fratelli
- Il grillo
- Il piccolo Frikk
- Il principe rospo
- Il vecchio fanfarone
- La baba Yaga
- Il servente e il pappagallo
- La strega delle betulle
- L'ammazzadraghi
- L'oca melodica
- Fervronia la dolce
- Signe e il principe Linni

## Sigla
La sigla italiana è composta da Bruno Marro, scritta da Oscar Avogadro e cantata da Emanuela Pacotto.